# Ребекка Шугар
Ребекка Шугар (англ. Rebecca Sugar; нар. 9 липня 1987, Сілвер-Спринг, США) — американська аніматорка, сценаристка, режисер, продюсер та автор пісень. Відома за створення телесеріалу «Стівен Юніверс», який виходить на каналі «Cartoon Network», що зробило її першою жінкою, яка самостійно створила серіал для телеканалу. До цього працювала художником розкадровки та автором історій над телесеріалом «Час пригод». За свою роботу над обома серіалами отримала декілька номінацій на Прайм-тайм премію «Еммі».

## Біографія
Ребекка Шугар народилася 9 липня 1987 року в місті Сілвер-Спринг, Меріленд, США. Згідно зі словами батька Ребекки, вона та її брат Стівен зростали з «єврейською чутливістю». Ребекка та Стівен разом з батьками спостерігають, як запалюють Ханукальні свічки по Skype. Вона також є нащадком єврея, який вижив у Голокості. Вона одночасно відвідувала старшу школу Монтгомері Блер і центр образотворчих мистецтв у старшій школі Альберта Ейнштейна, де вона була півфіналістом конкурсу за президентську стипендію та виграла престижну нагороду Айди Ф. Хаймовіч за образотворчі мистецтва (англ. Ida F. Haimovicz Visual Arts Award). Під час навчання у старшій школі Монтгомері Блер, Шугар намалювала декілька коміксів «Смужка» (англ. The Strip) для шкільної газети, які посіли перше місце у Конкурсі індивідуального письма та редагування газети (англ. Newspaper Individual Writing and Editing Contest). Вона продовжила свою освіту у Школі образотворчих мистецтв у Нью-Йорку.

## Кар'єра
Шугар приєдналася до команди телесеріалу «Час пригод» як ревізіоніст розкадровки під час першого сезону. Завдяки високій якості її роботи, через місяць її підвищили до художника розкадровки, її дебют відбувся під час виробництва другого сезону шоу. Її першим епізодом був «Прибулець із Темносфери».
Розробка телесеріалу «Стівен Юніверс» почалася, коли Шугар ще працювала над «Часом пригод». Вона продовжувала працювати над останнім до п'ятого сезону, після чого вона покинула проєкт, щоб зосередитися над розробкою «Стівен Юніверс». Останнім епізодом, над яким вона працювала, став «Саймон і Марсі», після якого праця над обома серіалами одночасно стала неможливою. Вона стикнулася із труднощами ще під час роботи над епізодом «Маленький поганий хлопчик». Шугар тимчасово повернулася до проєкту, щоб написати пісню «Усе залишається» (англ. Everything Stays) для міні-серіалу «Кілки», заснованому на «Часі пригод».
Шугар розробляла дизайн обкладинки альбому «True Romance» для Естель, яка озвучує Гранат у «Стівен Юніверс». У грудні 2016 року видавництво коміксів «Youth in Decline» опублікувало ескізи та сюжетні примітки неопублікованого коміксу Шугар «Марго у ліжку» (англ. Margo in Bed) у 14 випуску антології «Межа» (англ. Frontier).
Шугар також відома своїм коміксом «Не плач через мене, я вже мертвий» (англ. Don't Cry for Me, I'm Already Dead), який розповідає історію двох братів, чиє захоплення серіалом «Сімпсони» перетворилося на трагедію.
Влітку 2018 року на San Diego Comic-Con International відбувся показ тизеру майбутнього фільму «Стівен Юніверс» (англ. Steven Universe: The Movie). Дата виходу фільму поки не відома.

## Особисте життя
У лютому 2016 року Єн Джонс-Кворті підтвердив у Твіттері, що він та Шугар знаходяться у романтичних стосунках. На момент твіту пара була разом вже вісім років. Він додав, що вони з Шугар зустрілися, коли вона навчалася у Школі образотворчих мистецтв у Нью-Йорку.
У липні 2016 року на San Diego Comic-Con International Шугар сказала, що ЛГБТ-теми у «Стівен Юніверс» значною мірою були засновані на її власному досвіді бісексуальної жінки.

## Фільмографія
| Рік       |    | Українська назва        | Оригінальна назва          | Роль |
| --------- | -- | ----------------------- | -------------------------- | --- |
| 2009      | кф | Одинаки                 | Singles                    | творець, автор історії, художник розкадровки, автор пісень                                              |
| 2009—2012 | мс | Час пригод              | Adventure Time             | автор історій, художник розкадровки, автор пісень, ревізіоніст розкадровки; також голос матері Марселін |
| 2012      | мф | Монстри на канікулах    | Hotel Transylvania         | художник розкадровки                                                                                    |
| 2012—-    | мс | Стівен Юніверс          | Steven Universe            | творець, розробник, виконавчий продюсер, сценарист, художник розкадровки, автор пісень                  |
| 2017      | мс | OK K.O.! Будемо героями | OK K.O.! Let's Be Heroes   | автор пісні і виконавець                                                                                |
|           | мф | Стівен Юніверс          | Steven Universe: The Movie | творець                                                                                                 |

## Визнання
За роботу над серіалом «Час пригод» Шугар була двічі номінована на Прайм-тайм премію «Еммі» — за епізод «Прибулець із Темносфери» у 2011 році та за епізод «Саймон і Марсі» у 2013 році. Також була номінована на премію «Енні» за найкращу розкадровку для телевізійного виробництва у 2012 році. Цього ж року журнал «Forbes» включив її до списку «30 людей до 30 років у розвагах»(англ. 30 Under 30 in Entertainment), відмітивши, що вона була відповідальна за багато найкращих епізодів «Часу пригод».
За роботу над серіалом «Стівен Юніверс» Шугар була тричі номінована на Прайм-тайм премію «Еммі» — за епізоди «Лев 3: Прямо до відео» (англ. Lion 3: Straight to Video), «Відповідь» (англ. The Answer) і «Містер Грег» (англ. Mr. Greg).
У 2015 році Шугар була номінована на Меморіальну премію Джеймса Тіптрі-молодшого за «Стівен Юніверс»; це єдиний телесеріал на цей час, що став номінантом цієї премії.